# Maggie May
Не путать с народной песней Maggie May, известной также в исполнении «Битлз».
Maggie May — песня Рода Стюарта, написанная им в соавторстве с Мартином Квиттентоном, записанная в 1971 году и включённая в альбом Every Picture Tells a Story. Сингл Maggie May, выпущенный Mercury в сентябре 1971 года, стал чарт-топпером как в Британии, так и в США, продержавшись по 5 недель на #1 в обоих списках.

## История сингла
Песню в последний момент включили в альбом Every Picture Tells a Story: поначалу она оказалась всего лишь на обороте сингла Reason to Believe, но вскоре стало ясно, что радио-диджеи играют её чаще, чем главный трек. Стюарт позже шутил, что если бы кому-то из диджеев не пришло в голову перевернуть сингл, он вернулся бы на старую работу: гробокопателем.
Во многом успех сингла был предопределен знаменитым выступлением Стюарта и The Faces программе Top of the Pops, где Джон Пил «исполнил» партию мандолины (в действительности она была записана Рэем Джексоном из Lindisfarne).
В 2004 году песня Maggie May вошла в список 500 Величайших песен всех времен журнала Rolling Stone на #130.

### Текст песни
Повествование в «Maggie May» ведётся от лица 16-летнего подростка, которого «делает мужчиной» взрослая женщина, подруга мамы. В январском выпуске журнала Q 2007 года Стюарт говорил: «Maggie May — более или менее автобиографична: она о моём самом первом сексуальном опыте — с этой женщиной я познакомился на Beaulieu Jazz Festival».

### Кавер-версии
Кавер-версии песни «Maggie May» выпускали Эдвин Маккейн, Blur, Wet Wet Wet, Бен Миллз. На французском языке эту песню спел в 1971 году Ришар Антони. В числе исполнявших песню на концертах были Мелисса Этеридж, The Pogues, The Dirty Three и The Counting Crows.
Шведская слиз-рок-группа Vains of Jenna включили фрагмент «Maggie May» в кавер-версию песни Си Ло Грина «Fuck You», выпущенную на их кавер-альбоме 2011 года Reverse Tripped.
Юмористический перепев Maggie May сделал канадский пианист и певец Бёртон Камминс («Gordon Lightfoot does Maggie May»).